# Zaglyptomorpha albopicta
Zaglyptomorpha albopicta är en stekelart som först beskrevs av Cresson 1874.  Zaglyptomorpha albopicta ingår i släktet Zaglyptomorpha och familjen brokparasitsteklar. Inga underarter finns listade i Catalogue of Life.